# Привільний (заказник)
Приві́льний заказник — ландшафтний заказник місцевого значення в Україні. Розташований на території Баштанського району Миколаївської області, у межах Привільненської сільської ради. 
Площа — 328,3 га. Статус надано згідно з рішенням Миколаївської обласної ради від 30.12.2010 року, № 12 з метою збереження цінних природних комплексів. 
Заповідний об'єкт займає частину схилу правого берега річки Інгул. Це ділянка цілинного степу, що представлена корінними угрупованнями костриці валіської, ковили Лессінга та волосистої. 
На території заказника ростуть рідкісні та зникаючі види рослин, що занесені до Червоної книги України: шоломниця весняна, карагана скіфська (Європейський Червоний список), тюльпан бузький, дрік скіфський.

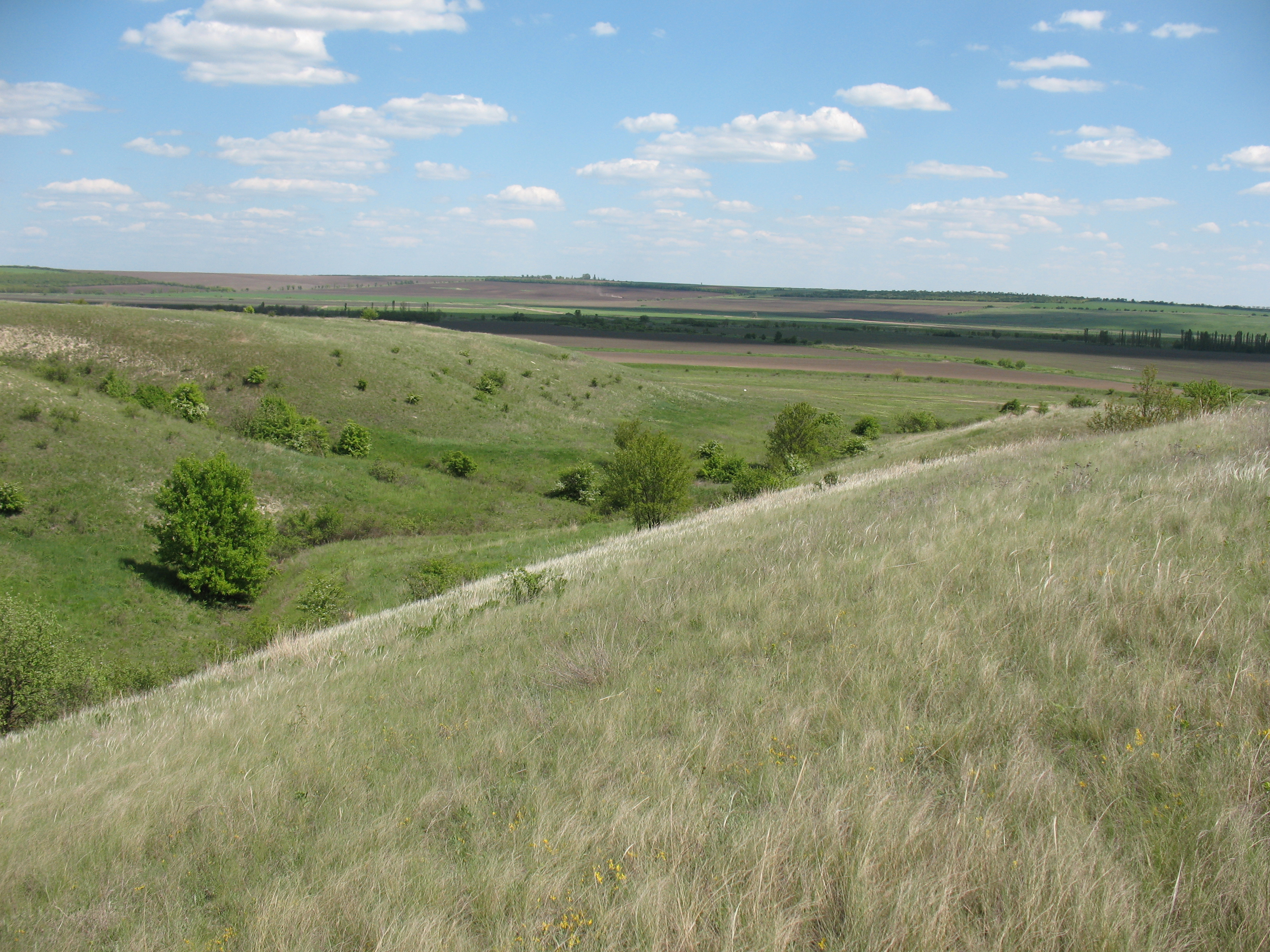
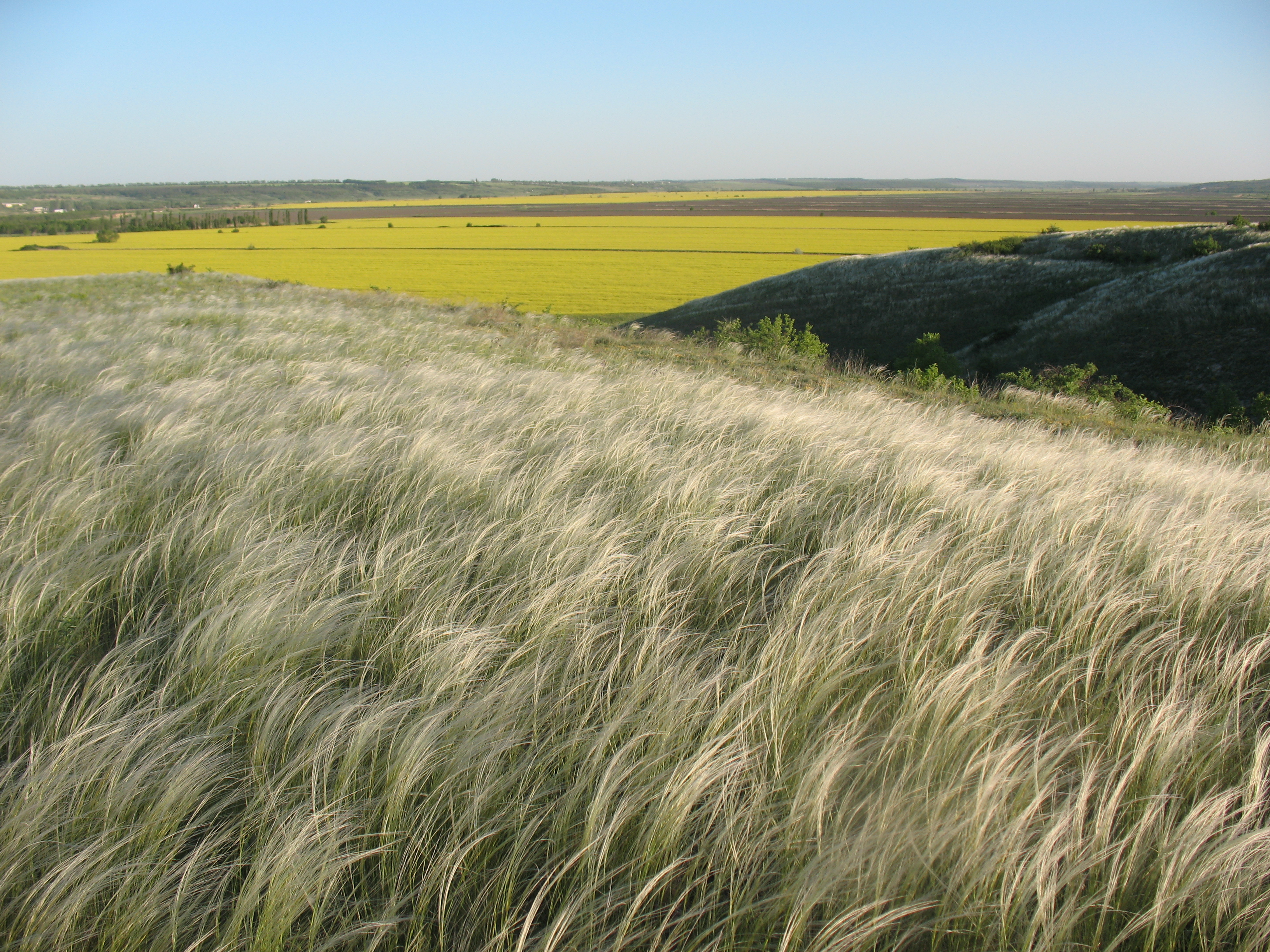
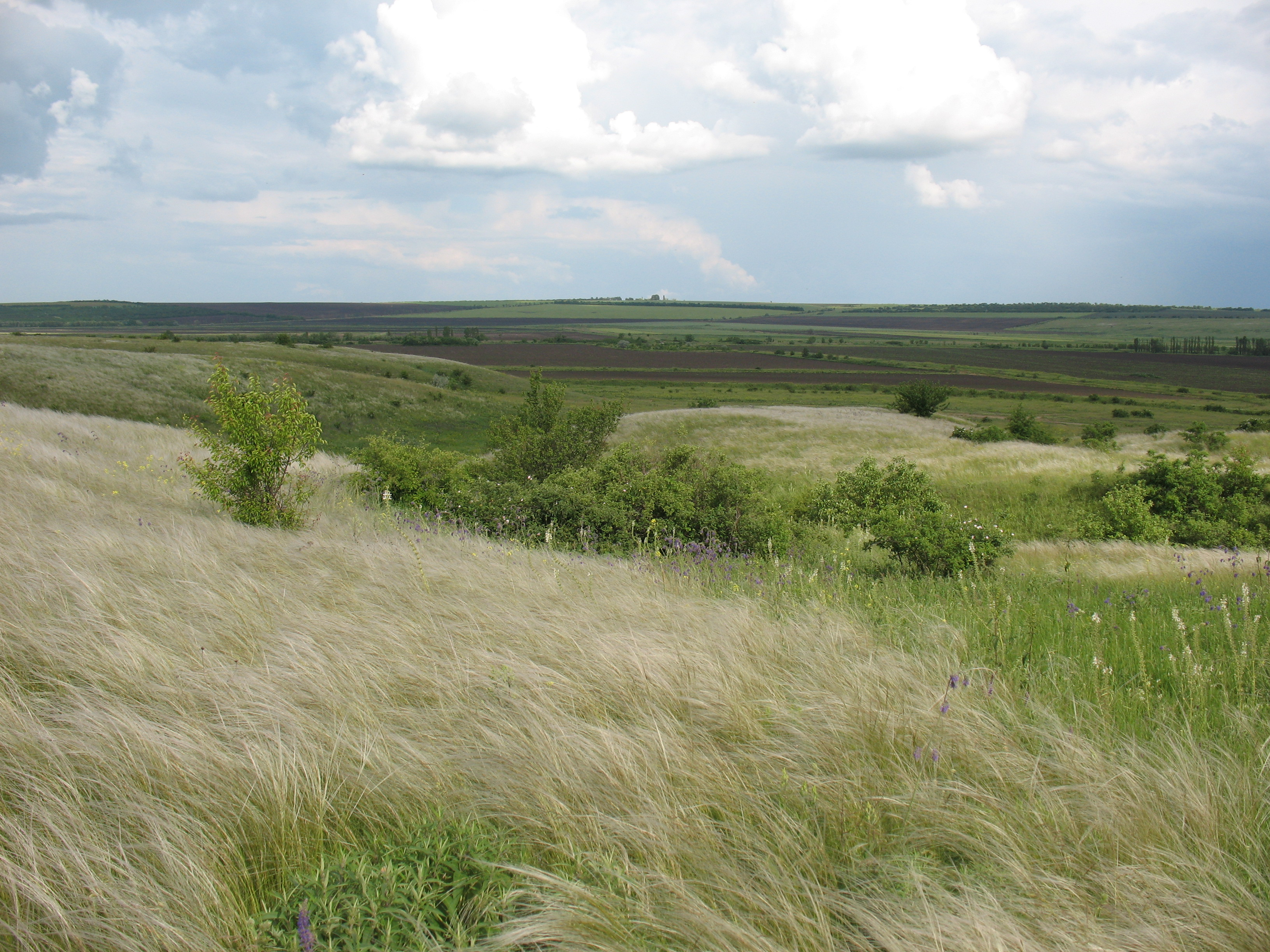
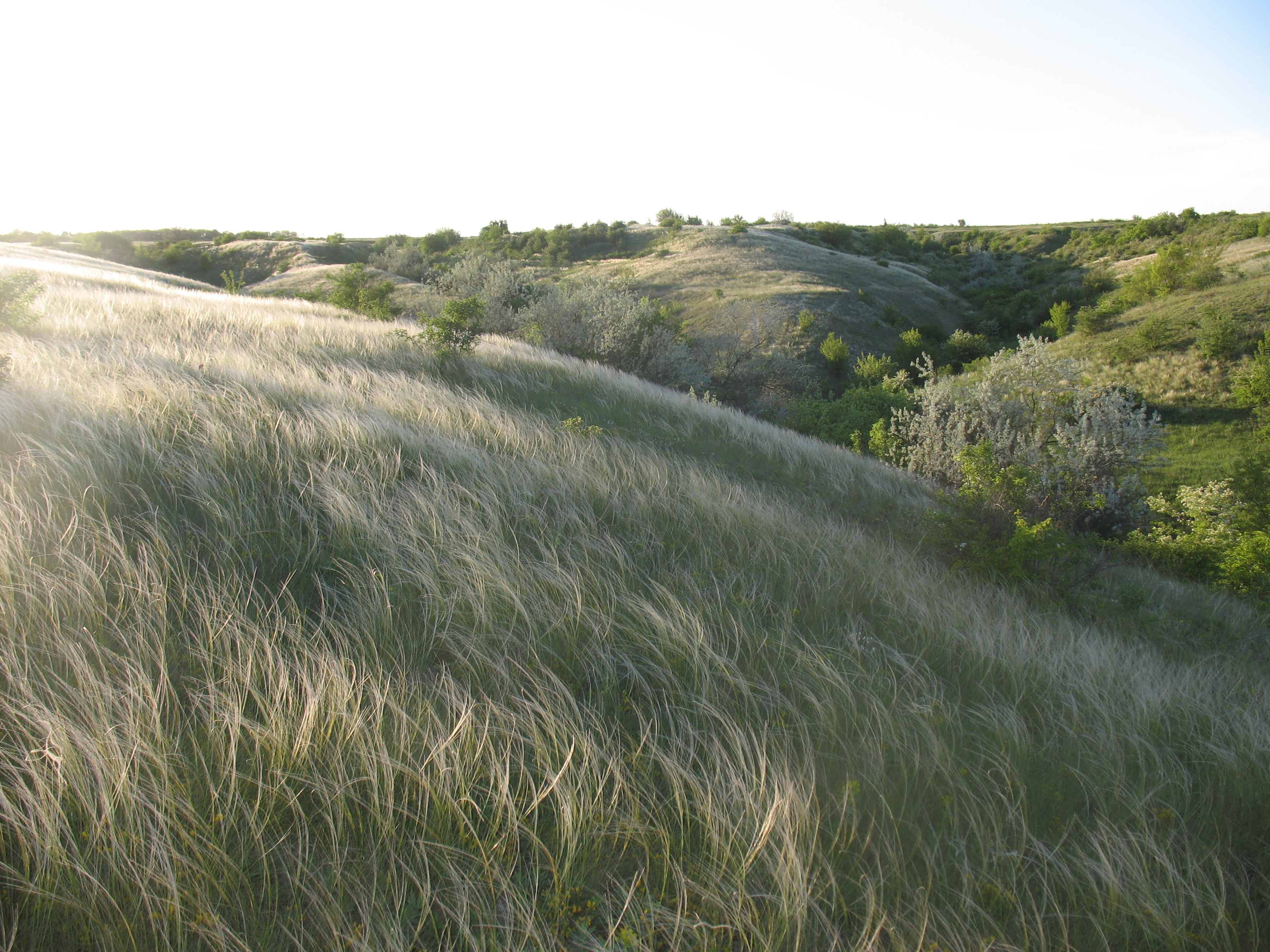